# Паралелепипед
Паралелепѝпед (от гръцки: παράλλος – паралелен; επιπεδον – плоскост) е геометрично тяло с шест стени и дванадесет ръба, които се състоят от три групи от по четири успоредни помежду си ръба, както и осем върха. Той е частен случай на четиристенна призма с основа успоредник. Най-често се разглежда вариантът, при който всички стени сключват прав ъгъл с неуспоредните на тях – правоъгълен паралелепипед. Правоъгълен паралелепипед, чийто ръбове са еднакво дълги, се нарича куб. Всички стени на произволен паралелепипед са успоредници, на правоъгълен паралелепипед – правоъгълници, а на куб – квадрати. 
Първата известна употреба на наименованието е в Евклидовите „Елементи“.

## Елементи
Основните елементи на паралелепипеда са ръбове (страни), ъгли, стени и върхове. Допълнителни елементи са диагоналите на стените и телесният диагонал.
Две стени на паралелепипед, които нямат общ ръб, се наричат противоположни, а тези, които имат общ ръб, се наричат съседни. 
Два върха на паралелепипед, които не принадлежат на една и съща стена, се наричат противоположни. Отсечката, свързваща противоположни върхове, се нарича телесен диагонал на паралелепипеда. Отсечката, свързваща противоположни върхове на една стена, се нарича диагонал на стената. Дължините на три ръба на правоъгълен паралелепипед, които имат общ връх, се наричат негови размери. Ъглите между ръбовете на произволен паралелепипед в общия случай са различни.

## Видове
В евклидовата геометрия формата на паралелепипеда се определя изцяло от дължината на трите ръба, идващи от върха, и стойността на трите ъгъла, които образуват между тях. Дължините на трите ръба могат да бъдат избрани произволно, но ъглите, които образуват, са взаимозависими. 
Има няколко вида паралелепипеди:
- Наклонен – страничните стени не са перпендикулярни на основата.
- Прав – страничните стени са перпендикулярни на основата.
- Правоъгълен – всички стени са правоъгълници.
- Правилен (квадратен) – 2 стени са правилни четириъгълници (квадрати), а другите 4 стени са правоъгълници.
- Ромбичен – 2 стени са ромбове, а другите 4 стени са успоредници.
- Ромбоедър – всички стени са ромбове.
- Правилен ромбоедър (триъгълен трапецоедър) – всички стени са еднакви ромбове.
- Куб – всички стени са еднакви квадрати.
- n-мерен правоъгълен паралелепипед. В математическия анализ под n-мерен правоъгълен паралелепипед {\displaystyle B} се разбира множество точки {\displaystyle x=(x_{1},\ldots ,x_{n})} във вида {\displaystyle B=\{x|a_{1}\leqslant x_{1}\leqslant b_{1},\ldots ,a_{n}\leqslant x_{n}\leqslant b_{n}\}}.

## Разгънат модел
Разгънатият вид на паралелепипеда е модел на разгънат многостен, подобен на този на куб, но срещуположните стени се появяват в две различни симетрични ориентации. Този модел илюстрира факта, че трите ъгъла на успоредници, споделящи един и същ връх, трябва да удовлетворяват следните серии от неравенства: 
- {\displaystyle 0<\alpha +\beta +\gamma <2\pi ~;}
- {\displaystyle 0<\alpha +\beta -\gamma <2\pi ~;}
- {\displaystyle 0<\alpha -\beta +\gamma <2\pi ~;}
- {\displaystyle 0<-\alpha +\beta +\gamma <2\pi .}

## Обем и повърхнина

### Обем
Обемът на правоъгълен паралелепипед е равен на произведението на дължината, ширината и височината му. При куба те са равни и обемът му е равен на трета степен от дължината на страната. Общия случай може чрез разместване да бъде приведен към правоъгълен паралелепипед и обемът на произволен паралелепипед е равен на произведението на площта на основата по височината му. 
{\displaystyle V=S_{ABCD}\cdot h}
Възможно е обемът да бъде изчислен с методите на векторното смятане: ако един от върховете бъде приет за начало на декартова координатна система и трите ръба, излизащи от върха, бъдат представени като вектори {\displaystyle {\vec {a}}=(a_{1},a_{2},a_{3})}, {\displaystyle {\vec {b}}=(b_{1},b_{2},b_{3})} и {\displaystyle {\vec {c}}=(c_{1},c_{2},c_{3})}, то обемът е равен на абсолютната стойност на смесеното произведение на векторите {\displaystyle ({\vec {a}},{\vec {b}},{\vec {c}})}:
{\displaystyle V=|({\vec {a}},{\vec {b}},{\vec {c}})|=\left|{\mathrm {det} }\left({\begin{matrix}a_{1}&a_{2}&a_{3}\\b_{1}&b_{2}&b_{3}\\c_{1}&c_{2}&c_{3}\end{matrix}}\right)\right|=}
{\displaystyle =|({\vec {a}}\times {\vec {b}}){.}{\vec {c}}|=|({\vec {b}}\times {\vec {c}}){.}{\vec {a}}|=|({\vec {c}}\times {\vec {a}}){.}{\vec {b}}|}
- Доказателство:

Понеже лицето на основата и височината се определят векторно като:
{\displaystyle S_{ABCD}=\Vert {\vec {a}}\times {\vec {b}}\Vert } и {\displaystyle h=\Vert \mathrm {proj} _{{\vec {a}}\times {\vec {b}}}{\vec {c}}\Vert },
то формулата за обем на паралелепипед придобива следния вид:
{\displaystyle V=\Vert {\vec {a}}\times {\vec {b}}\Vert \cdot \Vert \mathrm {proj} _{{\vec {a}}\times {\vec {b}}}{\vec {c}}\Vert =\Vert {\vec {a}}\times {\vec {b}}\Vert \cdot {\dfrac {|({\vec {a}},{\vec {b}},{\vec {c}})|}{\Vert {\vec {a}}\times {\vec {b}}\Vert }}=|({\vec {a}},{\vec {b}},{\vec {c}})|}
Ако се извърши транспониране {\displaystyle {\vec {a}}=(a_{1},a_{2},a_{3})^{T},\quad {\vec {b}}=(b_{1},b_{2},b_{3})^{T},\quad {\vec {c}}=(c_{1},c_{2},c_{3})^{T}}, тогава обемът е:
{\displaystyle V=\left|\det {\begin{pmatrix}a_{1}&b_{1}&c_{1}\\a_{2}&b_{2}&c_{2}\\a_{3}&b_{3}&c_{3}\end{pmatrix}}\;\right|}
Съотношението между дължините на страните на паралелепипеда и ъглите между тях дава твърдението, че детерминантата на Грам на тези три вектора е равна на квадрата на тяхното смесено произведение. 
Когато паралелепипедът се определя от дължините {\displaystyle a,b} и {\displaystyle c} на трите ръба, идващи от един и същи връх, и ъглите {\displaystyle \alpha ,\beta } и {\displaystyle \gamma }, които те образуват между тях, неговият обем е: 
{\displaystyle V=abc{\sqrt {1-\cos ^{2}\alpha -\cos ^{2}\beta -\cos ^{2}\gamma +2\cos \alpha \cos \beta \cos \gamma }}},
където {\displaystyle \alpha =\angle ({\vec {b}},{\vec {c}}),\quad \beta =\angle ({\vec {a}},{\vec {c}}),\quad \gamma =\angle ({\vec {a}},{\vec {b}})} са ъглите между ръбовете {\displaystyle a,b} и {\displaystyle c}.
Тази формула може да бъде доказана със свойствата на детерминанта и геометричната интерпретация на скаларното произведение. Нека {\displaystyle M} е 3x3-мерна матрица, чиито колонни вектори са векторите {\displaystyle {\vec {a}},{\vec {b}},{\vec {c}}}. Чрез нея се изразява обема и след преобразуване се получава:
{\displaystyle {\begin{aligned}V^{2}&=(\det(M))^{2}=\det(M)\cdot \det(M)=\det(M^{T})\cdot \det(M)=\det(M^{T}\cdot M)=\\&=\det {\begin{pmatrix}{\vec {a}}\cdot {\vec {a}}&{\vec {a}}\cdot {\vec {b}}&{\vec {a}}\cdot {\vec {c}}\\{\vec {b}}\cdot {\vec {a}}&{\vec {b}}\cdot {\vec {b}}&{\vec {b}}\cdot {\vec {c}}\\{\vec {c}}\cdot {\vec {a}}&{\vec {c}}\cdot {\vec {b}}&{\vec {c}}\cdot {\vec {c}}\end{pmatrix}}\end{aligned}}}
Отчитайки, че:
{\displaystyle {\vec {a}}\cdot {\vec {a}}=a^{2},\quad {\vec {b}}\cdot {\vec {b}}=b^{2},\quad {\vec {c}}\cdot {\vec {c}}=c^{2},}
{\displaystyle {\vec {a}}\cdot {\vec {b}}=a\cdot b\cdot \cos(\gamma ),\quad {\vec {a}}\cdot {\vec {c}}=a\cdot c\cdot \cos(\beta ),\quad {\vec {b}}\cdot {\vec {c}}=b\cdot c\cdot \cos(\alpha )},
се получава
{\displaystyle V^{2}=a^{2}\cdot b^{2}\cdot c^{2}\cdot (1+2\cdot \cos(\alpha )\cdot \cos(\beta )\cdot \cos(\gamma )-\cos ^{2}(\alpha )-\cos ^{2}(\beta )-\cos ^{2}(\gamma ))},
откъдето
{\displaystyle V=abc{\sqrt {1-\cos ^{2}\alpha -\cos ^{2}\beta -\cos ^{2}\gamma +2\cos \alpha \cos \beta \cos \gamma }}.}
Обемът на тетраедъра, построен върху трите ръба, произтичащи от един и същ връх на паралелепипеда, е равен на шестата от обема на паралелепипеда.

### Повърхнина
Площта на пълната повърхнина е резултат от сумата на площите на отделните странични повърхнини, 6-те успоредника:
{\displaystyle {\begin{aligned}S&=2\cdot \left(|{\vec {a}}\times {\vec {b}}|+|{\vec {a}}\times {\vec {c}}|+|{\vec {b}}\times {\vec {c}}|\right)\\&=2\cdot a\cdot b\cdot \sin(\gamma )+2\cdot a\cdot c\cdot \sin(\beta )+2\cdot b\cdot c\cdot \sin(\alpha )\end{aligned}}}.

### Ъгли

#### Двустенен ъгъл
В ъгъла, от където започват векторите {\displaystyle {\vec {a}},{\vec {b}}} и {\displaystyle {\vec {c}}}, вътрешните ъгли {\displaystyle \alpha =\angle ({\vec {b}},{\vec {c}}),\quad \beta =\angle ({\vec {a}},{\vec {c}}),\quad \gamma =\angle ({\vec {a}},{\vec {b}})} заедно с трите съседни ъгъла образуват тетраедър. Ако се опише сфера около този тетраедър, тогава за триъгълниците в сферата се прилага косинусовата теорема:
{\displaystyle \cos(\alpha )=\cos(\beta )\cdot \cos(\gamma )+\sin(\beta )\cdot \sin(\gamma )\cdot \cos(\beta _{a}).}
Тук {\displaystyle \beta _{a}} е двустенният ъгъл между двете странични повърхности, които лежат върху вектора {\displaystyle {\vec {a}}}.
Следователно:
{\displaystyle \beta _{a}=\arccos \left({\frac {\cos(\alpha )-\cos(\beta )\cdot \cos(\gamma )}{\sin(\beta )\cdot \sin(\gamma )}}\right).}
Аналогично се получават двустенните ъгли {\displaystyle \beta _{b}} и {\displaystyle \beta _{c}} с ръбове векторите {\displaystyle {\vec {b}}} и {\displaystyle {\vec {c}}}.

### Обобщена таблица
| Размери на паралелепипед с дължини на ръбовете a, b, c и вътрешни ъгли {\displaystyle \alpha ,\beta ,\gamma } | Размери на паралелепипед с дължини на ръбовете a, b, c и вътрешни ъгли {\displaystyle \alpha ,\beta ,\gamma } | Размери на паралелепипед с дължини на ръбовете a, b, c и вътрешни ъгли {\displaystyle \alpha ,\beta ,\gamma } |
| --- | --- | --- |
| Паралелепипед                                                                                                 | | |
| Обем | {\displaystyle V=a\cdot b\cdot c\cdot {\sqrt {1+2\cdot \cos(\alpha )\cdot \cos(\beta )\cdot \cos(\gamma )-\cos ^{2}(\alpha )-\cos ^{2}(\beta )-\cos ^{2}(\gamma )}}} | |
| Пълна площ | {\displaystyle S=2\cdot a\cdot b\cdot \sin(\gamma )+2\cdot a\cdot c\cdot \sin(\beta )+2\cdot b\cdot c\cdot \sin(\alpha )} | |
| Височина | {\displaystyle h={\frac {a}{\sin(\alpha )}}\cdot {\sqrt {1+2\cdot \cos(\alpha )\cdot \cos(\beta )\cdot \cos(\gamma )-\cos ^{2}(\alpha )-\cos ^{2}(\beta )-\cos ^{2}(\gamma )}}} | |
| Диагонал {\displaystyle \|{\vec {a}}+{\vec {b}}+{\vec {c}}\|}                                                 | {\displaystyle d={\sqrt {a^{2}+b^{2}+c^{2}+2\cdot a\cdot b\cdot \sin(\gamma )+2\cdot a\cdot c\cdot \sin(\beta )+2\cdot b\cdot c\cdot \sin(\alpha )}}} | |
| Ъгъл между съседни стени                                                                                      | {\displaystyle \beta _{a}=\arccos \left({\frac {\cos(\alpha )-\cos(\beta )\cdot \cos(\gamma )}{\sin(\beta )\cdot \sin(\gamma )}}\right)} {\displaystyle \beta _{b}=\arccos \left({\frac {\cos(\beta )-\cos(\alpha )\cdot \cos(\gamma )}{\sin(\alpha )\cdot \sin(\gamma )}}\right)} {\displaystyle \beta _{c}=\arccos \left({\frac {\cos(\gamma )-\cos(\alpha )\cdot \cos(\beta )}{\sin(\alpha )\cdot \sin(\beta )}}\right)} | |
| Обемен ъгъл във върховете                                                                                     | {\displaystyle \Omega _{1}=4\cdot \arctan \left({\sqrt {\tan \left({\tfrac {\alpha +\beta +\gamma }{4}}\right)\cdot \tan \left({\tfrac {-\alpha +\beta +\gamma }{4}}\right)\cdot \tan \left({\tfrac {\alpha -\beta +\gamma }{4}}\right)\cdot \tan \left({\tfrac {\alpha +\beta -\gamma }{4}}\right)}}\right)} | |

### Прав паралелепипед
Околна повърхнина (площ на страничната повърхност) {\displaystyle S_{c}=P_{o}\cdot h},
 където {\displaystyle P_{o}} е периметърът на основата, {\displaystyle h} е височината.
Пълна повърхнина {\displaystyle S=S_{c}+2S_{o}}, където {\displaystyle S_{o}} е площта на основата. 
Обем {\displaystyle V=S_{o}\cdot h}. 

### Правоъгълен паралелепипед
Околна повърхнина {\displaystyle S_{c}=2c(a+b)}, 
където {\displaystyle a} и {\displaystyle b} са страните на основата, {\displaystyle c} е страничният ръб на паралелепипеда.
Пълна повърхнина {\displaystyle S=2(ab+bc+ac)}.
Обем {\displaystyle V=abc}, където {\displaystyle a,b,c} са размерите на паралелепипеда. 

### Куб
Околна повърхнина {\displaystyle S_{c}=4a^{2}}.
Пълна повърхнина {\displaystyle S=6a^{2}}.
Обем {\displaystyle V=a^{3}}, където {\displaystyle a} е ръбът на куба. 

## Свойства
Някои геометрични свойства на паралелепипеда са:
- Паралелепипедът е централно-симетричен спрямо средата на телесния му диагонал (следствие от централната симетрия на стените му).
  - Всяка отсечка с краища върху паралелепипед и минаваща през средата на телесния му диагонал се разполовява от тази среда.
  - В частност всички телесни диагонали се пресичат и разполовяват в една точка.
- Успоредните помежду си ръбове на паралелепипеда са равни по дължина.
- Успоредните стени са еднакви успоредници и съответно имат еднакви обиколка и площ;
- Сечението на паралелепипед в зависимост от разположението на секущата равнина може да бъде триъгълник, четириъгълник, петоъгълник и шестоъгълник.
- Квадратът на дължината на телесния диагонал на правоъгълен паралелепипед е равен на сумата на квадратите на трите му размера (следствие от Питагоровата теорема).